# Androctonus hoggarensis
Espèce
Synonymes
- Prionurus hoggarensis Pallary, 1929
- Prionurus australis scorteccii Caporiacco, 1937

Androctonus hoggarensis est une espèce de scorpions de la famille des Buthidae.

## Distribution
Cette espèce est endémique d'Algérie. Elle se rencontre dans le Hoggar.

## Description
Le mâle décrit par Lourenço en 2015 mesure 61,9 mm.

## Étymologie
Son nom d'espèce, composé de hoggar et du suffixe latin -ensis, « qui vit dans, qui habite », lui a été donné en référence au lieu de sa découverte, le Hoggar.

## Publication originale
- Pallary, 1929 : « Les scorpions du Sahara central. » Bulletin de la Société d’Histoire Naturelle de l’Afrique du Nord, vol. 20, no 6/7, p. 133-141.